# Pleașa, Prahova
Pleașa (în trecut, Dealu Frumos, Dealu Gâlmeia) este un sat în comuna Bucov din județul Prahova, Muntenia, România.
Așezarea este atestată documentar în 1831.
În 1901, Pleașa era unicul sat al comunei cu același nume aflată în plasa Podgoria a județului Prahova. Avea atunci o școală înființată în 1885, în care învățau 13 elevi. În perioada interbelică, comuna și satul Pleașa s-au regăsit în plasa Ploiești a județului. Când județele s-au desființat în 1950, satul a fost arondat orașului regional Ploiești, reședința regiunii Ploiești. După reînființarea județului Prahova în 1968, comuna Pleașa s-a desființat, iar satul a fost arondat comunei Bucov. În 2002, era cel mai mare sat al comunei, cu peste 4000 de locuitori .
În Pleașa funcționează o distilerie a firmei Alexandrion.